# Luci Juni Moderat Columel·la

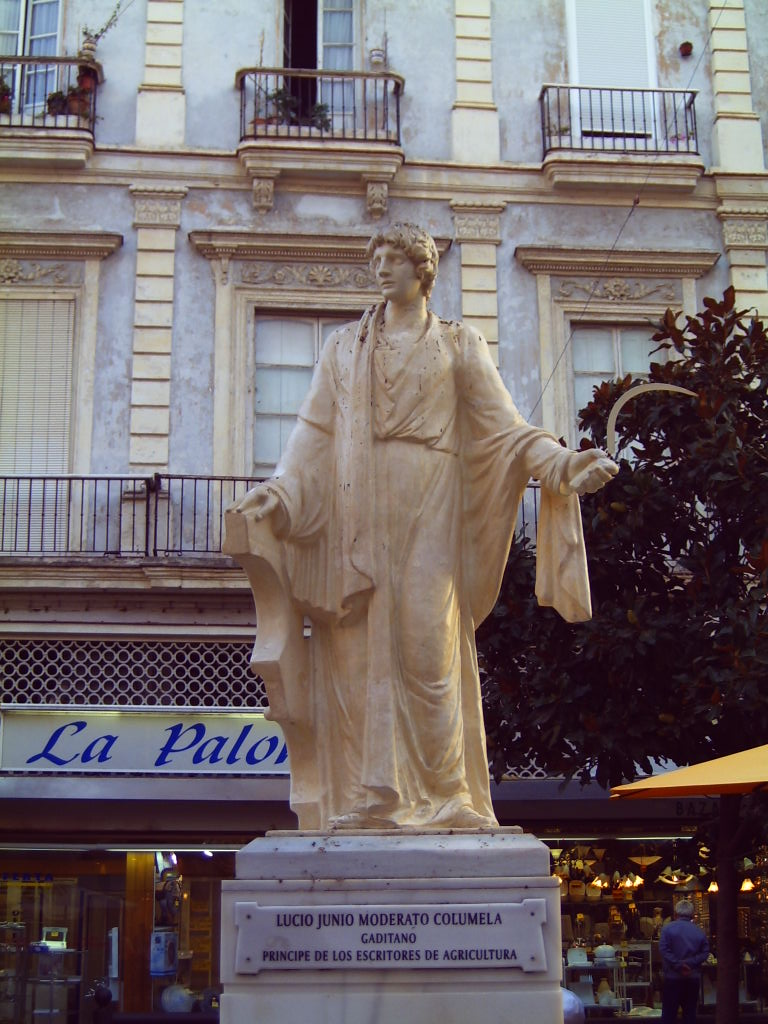
Estàtua de Luci Juni Moderat Columel·la a Cadis

Luci Juni Moderat Columel·la (en llatí Lucius Iunius Moderatus Columella) va ser un escriptor romà, el més important i prolífic sobre temes agrícoles i rurals.
Els únics detalls que es coneixen de la seva vida són els que l'autor escampa al llarg de les seves obres. Així se sap que va néixer a Gades i va viure al segle i, cosa que es pot deduir perquè diu que Aule Corneli Cels i Sèneca eren els seus contemporanis. En algun moment de la seva vida va visitar Síria i Cilícia, però vivia normalment a Roma i tenia una residència anomenada Ceretanum de localització indeterminada, ja que tant es podria situar a Etrúria, a Hispània o a Sardinia. Per una inscripció es pensa que va morir i va ser enterrat a Tàrent.

## Obres
La seva obra principal és De Re Rustica (no confondre amb el De re rustica de Pal·ladi) i es divideix en 12 llibres. És un tractat sistemàtic sobre agricultura en el significat més ample del terme, dedicada a un desconegut Silvinus. El primer conté instruccions generals per a la construcció d'una granja, la posició dels edificis, la distribució de les diferents funcions entre l'amo i els seus treballadors, i la disposició general d'un establiment rural. El segon llibre es dedica a l'agricultura pròpiament dita, a la preparació del sòl i parla dels diferents tipus de gra, i la forma de conreu adequat per a cadascun. El tercer, el quart i el cinquè, s'ocupen del cultiu d'arbres fruiters, especialment de la vinya i de l'olivera. El sisè explica com criar bous, cavalls i mules, juntament amb un assaig sobre l'art veterinari. El setè parla dels mateixos temes, però ara amb referència als ases, ovelles, cabres, porcs i gossos. El llibre vuitè dona indicacions per a la cria d'aus de corral (aviram) i el funcionament de les piscifactories. El novè és sobre les abelles. El desè, compost en hexàmetres dàctils, tracta de la jardineria, i sembla una imitació de les Geòrgiques de Virgili. A l'onzè llibre es detallen les obligacions de l'amo d'una vil·la, seguit d'un Calendarium Rusticum, on s'indiquen en quines estacions s'han de fer els diferents tipus de treballs, que es veuen complementats per les indicacions sobre les ascensions dels planetes i la configuració de les estrelles, i parla de diferents fenòmens astronòmics i atmosfèrics. El dotzè acaba l'obra amb una sèrie de notes per fabricar diferents tipus de vins, i per a la conservació de verdures i fruites.
Un altre llibre seu es titula De Arboribus, que té un considerable valor, ja que recull dades d'altres autors perduts i aclareix dubtes del llibre cinquè de l'obra anterior, que ha arribat molt corrupte. Alguns autors pensen que De Arboribus va ser un primer esbós del llibre De Re Rustica. Cassiodor diu que Columel·la va escriure setze llibres. Els llibres conservats estan escrits en un llatí molt correcte i senzill, però exuberant i poc didàctic.